# Hieracium adspersum
Hieracium adspersum là một loài thực vật có hoa trong họ Cúc. Loài này được (Norrl.) Dahlst. mô tả khoa học đầu tiên.